# Liste der Monuments historiques in Crespières
Die Liste der Monuments historiques in Crespières führt die Monuments historiques in der französischen Gemeinde Crespières auf.

## Liste der Bauwerke
| Bezeichnung          | Beschreibung                           | Standort | Kennzeichnung | Schutzstatus | Datum | Bild           |
| -------------------- | -------------------------------------- | -------- | ------------- | ------------ | ----- | -------------- |
| Château de Wideville | Schloss, erbaut im 17./18. Jahrhundert | (Lage)   | PA00087413    | Classé       | 1977  | weitere Bilder |
| Croix de l’Aunay     | Kreuz                                  | (Lage)   | PA00087415    | Inscrit      | 1965  |                |
| Kirche St-Martin     | Erbaut im 12. Jahrhundert              | (Lage)   | PA00087414    | Inscrit      | 1950  | weitere Bilder |

## Liste der Objekte
- Monuments historiques (Objekte) in Crespières in der Base Palissy des französischen Kultusministeriums